# Ferrari 212 Inter
A 212 Inter é um Grand tourer da Ferrari equipado com motor V12.